# DeMarre Carroll
DeMarre LaEdrick Carroll (* 27. Juli 1986 in Birmingham, Alabama) ist ein US-amerikanischer Basketballspieler, der zuletzt für die Houston Rockets in der National Basketball Association spielte.

## Karriere
Carroll spielte bis zu seiner Sophomore-Saison an der Vanderbilt University. 2006 wechselte er an die University of Missouri.
Er meldete sich zur NBA-Draft 2009 an und wurde von den Memphis Grizzlies an 27. Stelle ausgewählt. Nach etwa eineinhalb Jahren wurde er zu den Houston Rockets transferiert. Nach wenigen Spielen wurde er von den Rockets entlassen. Im Dezember 2011 unterschrieb er bei den Denver Nuggets, wurde jedoch nach vier Einsätzen entlassen. Im Februar 2012 wurde er von den Utah Jazz verpflichtet. Bei den Jazz startete Carrol in 9 der verbleibenden 20 Spielen und hatte Anteil daran, dass sich die Jazz für die Playoffs 2012 qualifizierten.
Im Sommer 2013 unterschrieb Carroll einen Zweijahresvertrag bei den Atlanta Hawks.
Bei den Hawks entwickelte sich Carroll zum Stammspieler und erzielte mit 11,1 Punkte, 5,5 Rebounds, 1,9 Assists und 1,5 Steals Karrierebestwerte. Nach einer weiteren erfolgreichen Saison bei den Hawks, in dem er 12,6 Punkte pro Spiel erzielte und mit den Hawks das Conferencefinale der Eastern Conference erreichte, lief sein Vertrag im Sommer 2015 aus. Er einigte sich daraufhin mit den Toronto Raptors auf einen 60 Millionen US-Dollar dotierten Vierjahresvertrag. Am 13. Juli 2017 gaben die Brooklyn Nets Carrolls Verpflichtung von den Raptors bekannt.